# Blond-Blond
Albert Rouimi, llamado Blond-Blond a causa de su albinismo  nacido el 3 de noviembre de 1919 en Orán (Argelia) y muerto el 15 de agosto de  1999 en Marsella, era un cantante judío de Argelia de repertorio «franco-árabe», mezcla de músicas orientales y occidentales, en boga  antes de la guerra.
De niño, Blond-Blond escucha  a cantantes como Larbi Bensari de Tlemcen y hace sus primeras pruebas de vocalización junto a  Messaoud El Medioni  llamado Saoud L'Oranais, maestro de Reinette L'Oranaise.
En 1937, se va  a París e interpreta entre otros éxitos de la radio, los de Juanito Valderrama, Trenet y Chevalier.
En 1939, vuelve a Orán,  durante toda la guerra hace  múltiples interpretaciones a través de toda  Argelia, en su estilo muy particular y nuevo, que es ligero y movido, de ahí su sobrenombre de l´ambianceur . Conoce a Lili Labassi que le influencia con su repertorio chaabi del que interpreta varias canciones.
Blond-Blond es un maestro en el repertorio clásico arabo-andaluz pero prefiere un repertorio más contemporáneo influido muchas de las veces por el tango y el flamenco, acompañado de palabras fantásticas, inexistentes.
En 1946, vuelve en París. Reparte su carrera entre noches privadas, bodas, fiestas de circuncisiones  y en cabarets de moda como «Au Soleil d`Argelia», «El Djezaïr», «Les nuits du Liban» y «Le Nómade». Acompaña igualmente a los artistas judéo-magrebíes Line Monty y Samy El Maghribi y ejerce a veces de tardji (toca  la pandereta) junto a otros artistas.
Formaba parte de la comunidad de los Judíos de Argelia; es el uno de los escasos artistas judéo-magrebíes en cantar en 1962 en Asnières, por la independencia de Argelia; vuelve incluso en 1970 y en 1974 a Argel al «Koutoubia». Blond-Blond muere en 1999 a la edad de 80 años. Está enterrado en el cementerio judío de Marsella.

## Discografía
Una parte de sus canciones están todavía disponibles en el comercio; la mayoría de las demás  se pueden escuchar y ver en grandes sitios web de vídeos.